# Sabiniano (guarda-costa)
Sabiniano (em latim: Sabinianus) foi um oficial bizantino do século VI, ativo durante o reinado do imperador Justiniano (r. 527–565). Era oficial (doríforo) da guarda de Belisário em 544. Com Ricilas e Torismundo, foi enviado por Belisário para auxiliar Magno em Áuximo. Ele e Torismundo se retiraram após a morte de Ricilas e se refugiaram em Arímino quando foram surpreendido pelos godos. Mais tarde, ocuparam e defenderam com sucesso Pisauro.